# Haze (pel·lícula de 2005)
Haze (ＨＡＺＥ ヘイズ) és una pel·lícula de misteri de terror japonesa del 2005 escrita i dirigida per Shinya Tsukamoto que també estrelles de la pel·lícula. Després d'aparicions a diversos festivals internacionals el 2005, la pel·lícula va debutar al Japó el 4 de març de 2006. Existeixen dues versions de la pel·lícula: el llançament original, una versió curta de 25 minuts; i el que el director Tsukamoto va anomenar "Versió llarga", que dura 49 minuts.

## Argument
Un home es desperta, tancat en una mena de laberint subterrani, tan estret que amb prou feines pot moure's. No recorda d'on venia ni com va entrar en aquest infern. Té una ferida profunda i dolorosa a l'abdomen. Comença a moure's pels estrets confins d'aquest laberint, intentant sobreviure a les trampes mortals sempre presents. De vegades s'ha de moure per la força de les dents... En un lloc ple d'extremitats esquinçades i putrescents, coneix una dona -també amnèsica- i junts intenten trobar respostes en va. Quan l'home està disposat a rendir-se, la dona decideix netejar un pas d'una claveguera; mentre la segueix, la perd de vista...

## Repartiment
- Shinya Tsukamoto
- Kaori Fujii (藤井かほり)
- Takahiro Murase (村瀬貴洋)
- Takahiro Kandaka (神高貴宏)
- Masato Tsujioka
- Mao Saito (さいとう真央)

## Recepció
Keith Uhlich de Slant Magazine va premiar la pel·lícula amb tres estrelles i mitja de quatre, i va escriure: "Molts directors, sens dubte, tindrien una perspectiva de Déu de l'heroi de Haze, però Tsukamoto afavoreix un estil de càmera íntim que compensa la pel·lícula de gènere sturm und drang i basa la seva pel·lícula en una perspectiva terriblement mortal." Niina Doherty de HorrorNews.net gva donar una crítica positiva a la pel·lícula, elogiant l'atmosfera claustrofòbica, el disseny sonor i la cinematografia de la pel·lícula.